# Randolf Menzel
Randolf Menzel (* 7. Juni 1940 in Marienbad, Reichsgau Sudetenland) ist ein deutscher Zoologe und Neurobiologe. Seit 1976 ist Menzel Leiter des neurobiologischen Instituts der Freien Universität Berlin. Seit 2008 ist er emeritierter Professor.

## Leben
Menzel studierte Biologie, Chemie und Physik in Tübingen und Frankfurt am Main. 1967 verfasste er seine preisgekrönte Dissertation über das Farbenlernen bei Bienen. 1972 wurde er Professor am Zoologischen Institut der TH Darmstadt. 1976 folgte er einem Ruf an das Institut für Neurobiologie an der FU Berlin.
Menzel gilt als einer der weltweit führenden Forscher zum Nervensystem der Bienen. Seine Arbeit hat ihm zahlreiche Preise eingetragen, u. a. den Gottfried-Wilhelm-Leibniz-Preis der Deutschen Forschungsgemeinschaft. Menzel ist zudem Gründungsmitglied der Berlin-Brandenburgischen Akademie der Wissenschaften. Menzel ist verheiratet und hat vier Kinder.

## Wirken
Der Schwerpunkt von Menzels Arbeit ist die neurowissenschaftliche Erforschung des Gedächtnisses. Da der neurowissenschaftliche Zugang zum Gedächtnis mit zunehmender Komplexität des Nervensystems schwieriger wird, arbeitet Menzel vorwiegend zum Gedächtnis der Honigbienen. Die hier erworbenen Erkenntnisse sollen auch zum Verständnis des menschlichen Gedächtnisses beitragen.
Um Nektar und Pollen zu finden, wird der Ort von Blumen im Gedächtnis der Bienen mit bestimmten Düften und Farben assoziiert. Die Informationen werden über den Schwänzeltanz weitergegeben. Dabei lassen sich – wie auch beim Menschen – verschiedene Gedächtnisformen unterscheiden. Menzel geht von einem Kurzzeit-, einem Mittelzeit- und zwei Formen des Langzeitgedächtnisses aus. Ziel Menzels ist es, diese im Gedächtnis gespeicherten Informationen neuronal zu lokalisieren und die Prinzipien der Gedächtnisspeicherung zu klären. Da die neuronalen Prinzipien der Gedächtnisspeicherung speziesübergreifend zu sein scheinen, sind die Ergebnisse von Menzels Arbeit auch für die Erforschung des menschlichen Gedächtnisses relevant.

## Ehrungen, Auszeichnungen und Mitgliedschaften
- 1961: Hörlein-Preis des Verbandes Deutscher Biologen
- 1967: Jahrespreis der Universität Frankfurt (Dissertationspreis)
- 1991: Gottfried-Wilhelm-Leibniz-Preis
- 1992: Mitglied der Academia Europaea[1]
- 1996: Mitglied der Leopoldina[2]
- 2004: Karl Ritter von Frisch Medaille der Deutschen Zoologischen Gesellschaft
- 2007: Ehrendoktorwürde der Universität Paul Sabatier, Toulouse/Frankreich
- 2007: Forschungspreis der Fondation Fyssen für seine herausragenden Arbeiten zu den kognitiven Fähigkeiten von Honigbienen
- 2014: Wahl zum Mitglied der EMBO[3]
- 2015: Wahl zum Senior Fellow des Zukunftskollegs an der Universität Konstanz[4]

## Schriften
- Randolf Menzel, Matthias Eckoldt: Die Intelligenz der Bienen. Knaus Verlag, München 2016, ISBN 978-3-8135-0665-5.
  - Taschenbuchausgabe: Die Intelligenz der Bienen. Penguin Verlag, München 2019, ISBN 978-3-328-10436-0.
- Josef Dudel, Randolf Menzel, Robert F. Schmidt: Neurowissenschaft. Springer-Verlag, Berlin 1996, ISBN 3-540-41335-9.
- Randolf Menzel, Alison Mercer (Hrsg.): Neurobiology and Behavior of Honeybees. Springer-Verlag, Berlin 1987, ISBN 3-540-16950-4.